# Saint-Sauveur (Vienne)
Saint-Sauveur is een gemeente in het Franse departement Vienne (regio Nouvelle-Aquitaine) en telt 1046 inwoners (2005).
Op 1 januari 2016 fuseerde de gemeente met Senillé tot de huidige gemeente Senillé-Saint-Sauveur. Deze gemeente maakt deel uit van het arrondissement Châtellerault.

## Geografie
De oppervlakte van Saint-Sauveur bedraagt 32,5 km², de bevolkingsdichtheid is 32,2 inwoners per km².
De onderstaande kaart toont de ligging van Saint-Sauveur (Vienne) met de belangrijkste infrastructuur en aangrenzende gemeenten.

## Demografie
Onderstaande figuur toont het verloop van het inwonertal (bron: INSEE-tellingen).